# Laureano Gómez Paratcha
Laureano Gómez Paratcha (Villagarcía de Arosa, 30 de agosto de 1884-Barcelona, 9 de abril de 1968) fue un médico y político español, ministro de Industria y Comercio durante la Segunda República Española.

## Biografía
Nació en Villagarcía de Arosa el 30 de agosto de 1884.
Alcalde de Villagarcía de Arosa entre 1922 y 1923, como miembro de la Organización Republicana Gallega Autónoma es elegido diputado a Cortes por la circunscripción de Pontevedra en las elecciones de 1931. Era galleguista.
Ministro de Industria y Comercio entre el 12 de septiembre y el 8 de octubre de 1933 en el gobierno presidido por Alejandro Lerroux, al estallar la Guerra Civil es detenido y desterrado a Verín tras lo cual es sometido a un consejo de guerra y condenado, en 1937, a doce años de cárcel. Tras ser liberado en 1951 se traslada a Buenos Aires donde tras permanecer solo un año, regresara a España.
Falleció en Barcelona el 9 de abril de 1968.